# Ricchi e Poveri
 (mars 2022).
Si vous disposez d'ouvrages ou d'articles de référence ou si vous connaissez des sites web de qualité traitant du thème abordé ici, merci de compléter l'article en donnant les références utiles à sa vérifiabilité et en les liant à la section « Notes et références ».
Cet article possède des paronymes, voir Ricci et Richie.
Ricchi e Poveri (prononcé : [ˈrikki e ˈpɔːveri], Les Riches et les Pauvres) est un groupe de musique italien. Il fait ses débuts en 1967 à Gênes.
Avec plus de 20 millions de disques vendus dans les années 1970 et 1980, le groupe réussit à transformer quelques-unes de ses chansons en véritables succès, tant sur la scène locale qu'au niveau international. Ils représentent l'Italie au Concours Eurovision 1978, avec la chanson Questo Amore, et ils participent à de nombreuses éditions du Festival de Sanremo, terminant en deuxième position en 1970 et 1971, ainsi qu'en cinquième position en 1981 avant de remporter la victoire en 1985 avec le titre Se m'innamoro.
Leurs deux plus grands succès sont Che sarà, en 1971, et Sarà perché ti amo, en 1981, qui deviendra la chanson thème du film français L'Effrontée de Claude Miller et fut reprise en français par Karen Cheryl (sous le titre Les Nouveaux Romantiques).

## Biographie

### La formation
À ses débuts et jusqu'en 1981, le groupe est formé de quatre chanteurs — deux hommes et deux femmes. Ces membres originaux sont Franco Gatti (Gênes, 4 octobre 1942 - mort dans la même ville le 18 octobre 2022), Angela Brambati (Gênes, 20 octobre 1947), le Sarde Angelo Sotgiu (Trinità d'Agultu, 22 février 1946) et Marina Occhiena (Gênes, 19 mars 1950).
Avant la formation du groupe, Angelo et Franco font partie des Jets (à ne pas confondre avec les Jet, un autre groupe génois actif dix années plus tard, et dont certains membres proviennent de Matia Bazar). C'est avec les Jets qu'ils font leurs premières expériences discographiques, réalisant quatre 45 tours entre 1963 et 1964, sous étiquette ITV.
De son côté, Angela Brambati chante pour I Preistorici, un groupe beat. Elle est également fiancée avec Angelo.

### Les premiers pas

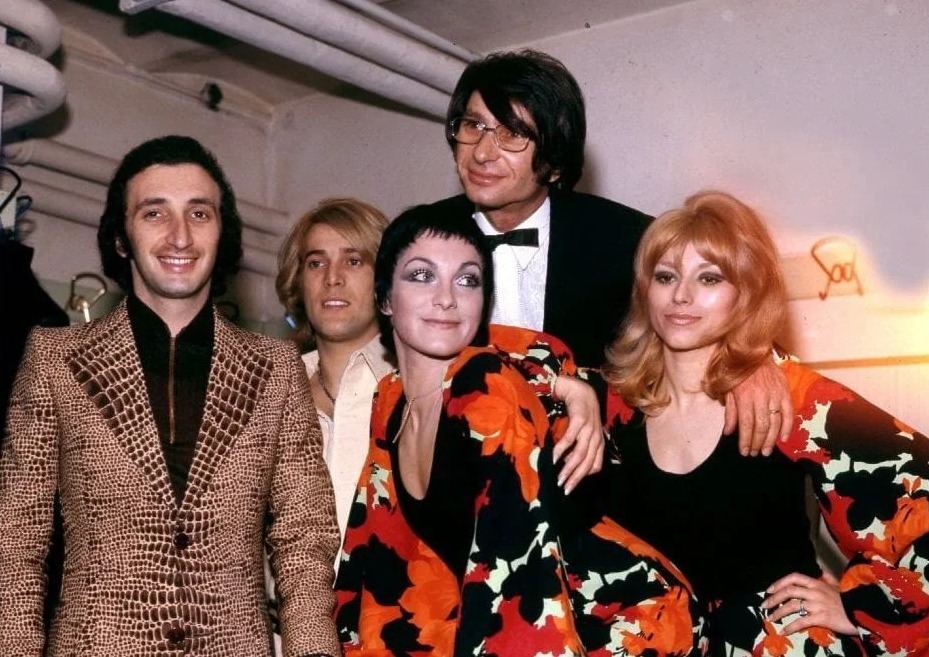
Ricchi e Poveri et Nicola Di Bari en 1970

Après la dissolution du groupe Jets, Franco, Angelo et Angela décident de constituer un groupe à quatre voix, calqué sur le modèle du groupe californien The Mamas and the Papas. Leur projet commence à se concrétiser en 1967, après avoir rencontré une amie d'Angela, Marina Occhiena, un peu plus jeune et elle aussi chanteuse.
Le nouveau groupe plaît à l'auteur-compositeur-interprète romain Franco Califano qui leur suggère le nom Ricchi e Poveri (parfois aussi écrit Ricchi & Poveri), littéralement « Riches et Pauvres » en français. Le groupe débute officiellement en 1968 lors d'une tournée du festival de musique Cantagiro, avec la chanson L'ultimo amore, une reprise en italien du morceau Everlasting Love. Toujours en 1968, ils publient cette chanson sur un 45 tours qui contient également Un amore così grande. Par la suite, ils enregistrent La mia libertà, une reprise d'un morceau des Bee Gees, traduite en italien par leur mentor Franco Califano, qui devient le producteur du groupe. En 1969 sort un nouveau single, Si fa chiara la notte, avec sur la face B le titre Era mercoledi, écrite par Sotgiu et Gatti. En 1970, ils participent pour la première fois au Festival de la chanson italienne de Sanremo, où ils terminent en seconde place, interprétant en compagnie de Nicola Di Bari la chanson La prima cosa bella. Cette chanson est plus tard incluse dans l'album homonyme du groupe, produit sous étiquette Apollo Records. La même année, ils publient deux autres 45 tours : Primo sole primo fiore et In questa città, une chanson qu'ils interprètent lors de la tournée Cantagiro.
En 1971 ils participent à nouveau au Festival de Sanremo, où ils terminent encore une fois en deuxième position, cette fois avec la chanson Che sarà, interprétée en compagnie de José Feliciano. À la fin de l'année sort l'album Con l'aiuto del Signore, qui contient Amici miei, une reprise du célèbre Amazing Grace.
En 1972 ils participent à la Fiesta Snack, produite par la célèbre confiserie Ferrero. Ils retournent ensuite au Festival de Sanremo. Le morceau qu'ils présentent — intitulé Un diadema di ciliegie — ne parvient pas à égaler le succès des deux titres précédents, plafonnant à la 11e place, mais il se fait remarquer pour l'extraordinaire jeu vocal des quatre interprètes.
L'année 1973 est intense pour le groupe : elle débute avec une quatrième participation au Festival de Sanremo, avec le morceau Dolce frutto qui termine en 4e place. Un album de concert est ensuite publié en Bulgarie sous le titre Concerto live. Le groupe participe également à l'émission Un disco per l'estate, avec la chanson Piccolo amore mio. Finalement l'automne est marqué par une participation à Canzonissima, où leur pièce Penso, sorrido e canto se classe en deuxième position.
En 1974, après cette dernière compétition musicale, les membres du groupe se joignent au projet théâtral Teatro Music Hall, organisé par Pippo Baudo. Le titre du spectacle provient de la chanson Penso, sorrido e canto mentionnée ci-haut. Un chapiteau du cirque Medrano est loué pour trois mois et celui-ci doit être monté et démonté tous les deux jours, à chaque étape de la tournée à travers l'Italie, principalement dans le sud. Durant le spectacle, les membres de Ricchi e Poveri présentent plusieurs numéros musicaux, parfois en solo. Angela obtient le plus de succès, grâce à son interprétation de Liza Minnelli dans Cabaret. C'est aussi durant cette période qu'Angelo et Franco rencontrent leurs futures épouses, les jumelles Nadia et Antonella Cocconcelli, chanteuses et ballerines faisant partie de la tournée.

### Le succès

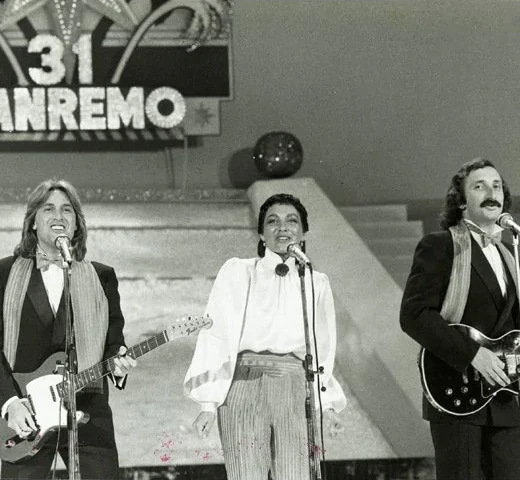
Ricchi e Poveri en 1981.

Toujours en 1974, ils participent à l'adaptation pour la télévision du l'opérette No no, Nanette, dirigée par Vito Molinari, en compagnie de l'actrice Elisabetta Viviani, et ils font partie de l'équipe de l'émission de télé Tante Scuse, de Raimondo Vianello et Sandra Mondaini, enregistrant la chanson Non pensarci più qui deviendra le thème musical de fin de l'émission. Ces succès leur permettent de participer à une nouvelle édition du programme Di nuovo tante scuse ainsi qu'à un nouveau thème musical de fin d'émission, Coriandoli su di noi, composé par Terzoli, Vaime, De Martino et Carla Vistarini, qui obtient un très grand succès.
En 1976, ils enregistrent pour la première fois un morceau en anglais, Love Will Come, et ils participent au Festival de Sanremo avec Due storie dei musicanti, de Sergio Bardotti et Luis Bacalov, de l'album I musicanti. Le groupe participe une nouvelle fois au Festival de Sanremo, alors qu'Angela est enceinte. Quelques mois plus tard elle donne naissance à son premier enfant, Luca. Durant la même année, les membres du groupe participent à la tournée théâtrale de Walter Chiari, une expérience qui sera répétée l'année suivante. En 1977 sort un album où leurs chansons sont en ligure, avec parmi celles-ci une adaptation du classique Ma se ghe pensu.
En 1978 ils représentent l'Italie lors du Concours Eurovision de la chanson avec le titre Questo amore. En 1979, la chanson Mama, composée par Marina, Angelo et Franco, devient le thème musical de Jet Quiz. En 1980 ils publient leur dernier album enregistré à quatre, intitulé Come eravamo, incluant des chansons écrites par Toto Cutugno et arrangées par Mats Bjorklund, dont entre autres : La stagione dell'amore, Somebody to love, Goodbye my love et Walking love, en plus des reprises de E no, e no, traduite en italien et en anglais à partir du grand succès de Bécaud: Et maintenant. Toujours en 1980, le groupe effectue une tournée avec Radio Monte Carlo et obtient un grand succès en Espagne, où sort la version espagnole de leur dernier album, intitulé La estación del amor, avec quelques morceaux traduits en castillan, dont la chanson titre ainsi que Adiós mi amor, une adaptation de Goodbye My Love. Simultanément, toujours du côté espagnol, leur album homonyme de 1978 est réédité. Le contenu est en italien, avec les pistes dans le même ordre que la version originale, mais les titres imprimés sur la couverture sont traduits en espagnol et l'album lui-même est intitulé Una musica.

### Le départ de Marina Occhiena

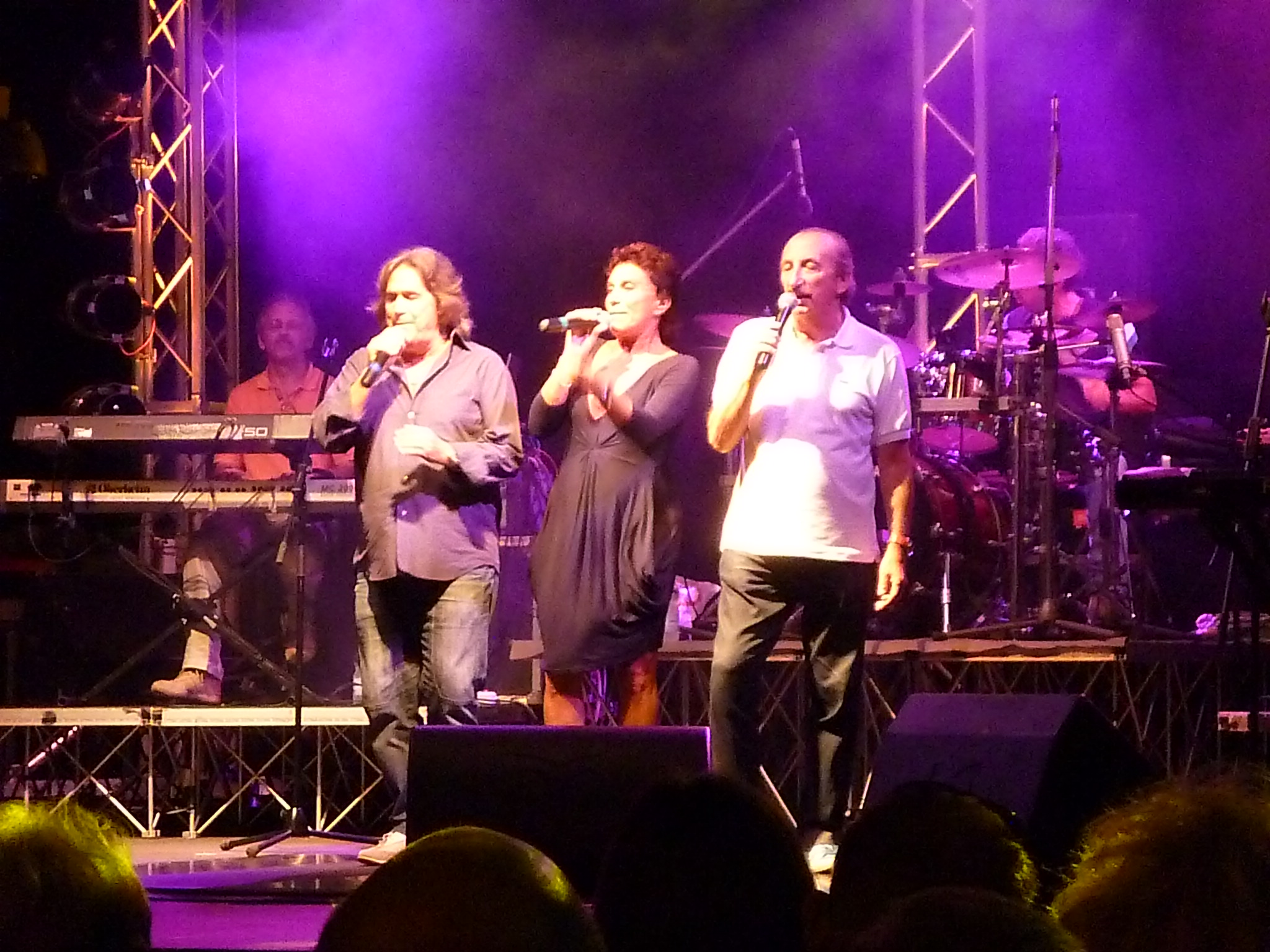
En concert à Vibonati

En 1981, Marina quitte le groupe à la suite d'un conflit majeur avec Angela, et entreprend une carrière solo.
Malgré ce départ, le groupe reste solidaire et continue à chanter avec succès. Même s'il ne termine qu'en cinquième position au Festival de Sanremo, avec la chanson Sarà perché ti amo, celle-ci devient un hit majeur, se maintenant au sommet des palmarès hebdomadaires durant dix semaines, et dans le top 10 durant dix-neuf semaines, remportant ainsi le titre du single italien le plus vendu de l'année. Les chansons Come vorrei (1981) et Piccolo amore (1982), parmi les premières interprétées en trio, sont utilisées comme thème musical de l'émission télé Portobello, animée par l'animateur génois Enzo Tortora (ancien animateur des Jeux Sans Frontières entre 1965 et 1969).
Le premier album produit sans Marina s'intitule E pense a te. Il inclut la chanson Come vorrei, ainsi que Sarà perché ti amo, sa face B Bello l'amore et plusieurs autres des pistes les plus connues du répertoire du groupe en tant que trio. Cet album, contrairement à la tradition de l'époque, est un des premiers disques  italiens d'où on extrait (avec succès) plusieurs 45 tours: M'innamoro di te, les deux chansons de Portobello, ainsi que la ballade Made in Italy, toutes de styles très différents.
Plusieurs albums et chansons à succès suivront, tels : Mamma Maria, Voulez vous danser et Ciao Italy, ciao amore.
En 1985, le trio remporte finalement le Festival de Sanremo, avec le titre Se m'innamoro. Il y participe à nouveau en 1988, avec Nascerà Gesù, une prise de position contre l'ingénierie génétique, écrite par Umberto Balsamo. Les années 1990 sont marquées par de grands succès à la télévision italienne, ainsi que du côté de la musique internationale, avec entre autres une tournée triomphale en Russie où le groupe présente 44 concerts à guichets fermés, en plus de la publication de multiples albums, singles et compilations, sortant à un rythme vertigineux rendant presque impossible l'établissement d'une discographie exacte de tous les produits officiels, non officiels, italiens et étrangers).
En 1991, un groupe musical canadien appelé Collage enregistre un album qui comprend onze chansons italiennes, dont neuf appartiennent à Ricchi et Poveri, adaptées en français dont le succès Hasta la vista.

### Le nouveau millénaire
1999 marque le retour créatif du groupe, avec un album hybride, Parla col cuore : une compilation incluant également six chansons inédites, de leur composition. En 2004, il participe à la première édition de l'émission de télé réalité italienne Music Farm. Ils étonnent en remportant un duel musical contre Loredana Berté et terminent en troisième place au classement final. Leur reprise de la chanson Salirò de Daniele Silvestri, réarrangée par le trio, est incluse dans l'album compilation de l'émission, avec aussi leur classique Sarà perché ti amo, enregistré pour l'occasion en compagnie de Loredana Berté. La compilation Music Farm contient aussi une reprise, chantée par Angela, Franco et Angelo, du classique Poster de Claudio Baglioni.
En 2016, le chanteur Franco Gatti quitte le groupe à son tour, pour des raisons familiales.
En 2020, à l'occasion du soixante-dixième anniversaire du festival de San Remo, Marina Occhiena et Franco Gatti réintègrent le groupe.
Le 26 février 2021, Ricchi e Poveri sort un nouvel album intitulé ReuniON.
Le 18 octobre 2022, Franco Gatti meurt à Gênes à l'âge de 80 ans.

## Discographie

### Albums
- 1970 - Ricchi e Poveri - Apollo Records
- 1971 - Amici miei - Apollo Records
- 1971 - L'altra faccia dei Ricchi e Poveri - CGD
- 1973 - Concerto live - RCA Records (live, édition bulgare)
- 1974 - Penso, sorrido e canto - Fonit Cetra
- 1975 - RP2 - Fonit Cetra
- 1976 - Ricchi & Poveri - Fonit Cetra
- 1976 - I musicanti - Fonit Cetra
- 1978 - Questo amore - Fonit Cetra
- 1980 - La stagione dell'amore - Baby Records (dernier album avec Marina Occhiena)
- 1980 - La estación del amor - Baby Records (album La stagione dell'amore en espagnol)
- 1981 - E penso a te - Baby Records (premier album comme trio, sans Marina Occhiena)
- 1982 - Me enamoro de ti - Baby Records (album E penso a te en espagnol)
- 1982 - I think of you - Baby Records (album E penso a te en anglais, édité en Bulgarie)
- 1982 - Mamma Maria - Baby Records
- 1982 - Mamma Maria - Baby Records (Version en espagnol)
- 1983 - Voulez vous danser - Baby Records
- 1983 - Voulez vous danser - Baby Records (Version en espagnol)
- 1985 - Dimmi quando - Baby Records
- 1987 - Pubblicità - Baby Records
- 1988 - Nascerà Gesù - Cine Vox
- 1990 - Buona giornata e... - EMI Italiana
- 1992 - Allegro Italiano - EMI Italiana
- 1994 - I più grandi successi - Pull
- 1994 - Los grandes exitos - Pull (album/recueil espagnol)
- 1999 - Parla col cuore - Koch Records (album/recueil avec 6 pistes inédites)
- 2012 - Perdutamente amore - Azzurra Music (album/recueil avec 4 pistes inédites)
- 2021 - ReuniON - Sony Music

### Compilations
- 1972 - Un diadema di successi - Apollo Records
- 1978 - Ricchi & Poveri - Fonit Cetra
- 1980 - Una musica - Hispavox (édition espagnole de l'album Ricchi & Poveri de 1978)
- 1983 - Sarà perche ti amo - Baby Records (réédition de l'album E penso a te, sous un nouveau nom)
- 1984 - Ieri e oggi - Baby Records (recueil des succès à quatre)
- 1987 - Canzoni d'amore - Baby Records
- 1988 - Ricchi & Poveri '88 - Fonit Cetra (leurs succès chantés par d'autres)
- 1990 - Una domenica con te - EMI Italiana
- 1994 - I grandi successi - EMI Italiana
- 1999 - Friends - Brillan (recueil édité aux États-Unis)
- 2001 - I grandi successi originali - BMG / Flashback
- 2003 - Ricchi & Poveri - Warner Bros (réédition en CD de l'album de 1978, sans la pièce Mama)
- 2008 - Greatest Hits - Sony
- 2011 - Le canzoni, la nostra storia - Sony

### Collaborations
- 2004 - Music Farm Compilation - NAR International (compilation avec 3 pièces de Ricchi e Poveri)

### 45 toursetSingles
- 1968 - L'ultimo amore/Un amore così grande - CBS Italiana
- 1968 - La mia libertà/Quello che mi hai dato - CBS Italiana
- 1969 - Si fa chiara la notte/Era mercoledì - CBS Italiana
- 1970 - L'amore è una cosa meravigliosa/Due gocce d'acqua - Apollo Records
- 1970 - La prima cosa bella/Due gocce d'acqua - Apollo Records
- 1970 - In questa città/Un'immagine - Apollo Records
- 1970 - Primo sole, primo fiore.../C'era lei - Apollo Records
- 1970 - Oceano/Dammi 1000 baci - Apollo Records
- 1971 - Che sarà/...ma la mia strada sarà breve - Apollo Records
- 1971 - Limpido fiume del sud/Addio mamma, addio papà - Apollo Records
- 1971 - Amici miei/Con l'aiuto del Signore - Apollo Records
- 1971 - Fumo nero/Monna Lisa e messer Duca - Apollo Records
- 1972 - Un diadema di ciliegie/Anche tu - Fonit Cetra
- 1972 - Pomeriggio d'estate/La figlia di un raggio di sole - Fonit Cetra
- 1972 - Una musica/Il fantasma - Fonit Cetra
- 1973 - Dolce frutto/Grazie mille - Fonit Cetra
- 1973 - Piccolo amore mio/Dolce è la mano - Fonit Cetra
- 1973 - Penso sorrido e canto/Sinceramente - Fonit Cetra
- 1974 - Povera bimba/Torno da te - Fonit Cetra
- 1974 - Non pensarci più/Amore sbagliato - Fonit Cetra
- 1975 - Coriandoli su di noi/Giorno e notte - Fonit Cetra
- 1975 - L'orto degli animali/La vecchina - Fonit Cetra
- 1976 - Due storie dei musicanti (prima parte)/Due storie dei musicanti (seconda parte) - Fonit Cetra
- 1976 - I...o bau coccodè miao/L'asino - Fonit Cetra
- 1976 - Il cane/La galina - Fonit Cetra
- 1976 - Storia di una gatta/La città dei desideri - Fonit Cetra
- 1976 - Il mio canto/Tutti uniti - Fonit Cetra
- 1976 - Wonderland/Love will come - Fonit Cetra
- 1977 - L'amore è una cosa meravigliosa/Una donna cambiata - Fonit Cetra
- 1977 - Ma se ghe penso/Piccon dagghe cianin - Fonit Cetra
- 1977 - Chanson de Cheullia/Scigoa - Fonit Cetra
- 1978 - Questo amore/Anima - Fonit Cetra
- 1978 - Questo amore/Anima e Vogue - Fonit Cetra (édition française, Eurofestival 1978)
- 1979 - Mama/Torno da te - Fonit Cetra
- 1980 - E no, e no/La stagione dell'amore - Baby Records
- 1981 - Sarà perché ti amo/Bello l'amore - Baby Records
- 1981 - M'innamoro di te/Alla faccia di Belzebù - Baby Records
- 1981 - Come vorrei/Stasera canto - Baby Records
- 1982 - Made in Italy/Questa sera - Baby Records
- 1982 - Make it with me (version en anglais de Sarà perché ti amo) / Sarà perché ti amo - Ibach
- 1982 - Piccolo amore/Perché ci vuole l'amore - Baby Records
- 1982 - Mamma Maria/Malinteso - Baby Records
- 1983 - Ciao Italy, ciao amore/Un altro lui un'altra lei - Baby Records
- 1983 - Cosa sei/Amarsi un po' - Baby Records
- 1983 - Voulez vous danser/Acapulco - Baby Records
- 1984 - Hasta la vista/Acapulco - Baby Records
- 1985 - Se m'innamoro/Mami mami - Baby Records
- 1985 - Dimmi quando/Vento caldo - Baby Records
- 1987 - Canzone d'amore/Canzone d'amore (strumentale) - Fonit Cetra
- 1987 - Cocco bello Africa/Voglio stringerti ancora - Fonit Cetra
- 1987 - Lascia libero il cielo/C'è che luna c'è che mare - Fonit Cetra
- 1988 - Nascerà Gesù/Nascerà Gesù (strumentale) - Cinevox
- 1989 - Chi voglio sei tu/Lasciami provare un'emozione - EMI Italiana
- 1990 - Buona giornata/Se m'innamoro - EMI Italiana
- 1990 - Una domenica con te/Una musica - EMI Italiana
- 1992 - Così lontani/Guarda che luna - EMI Italiana
- 1994 - Baciamoci - Pull
- 1999 - Ciao ciao - Koch Record
- 1999 - Parla col cuore - Koch Record
- 2004 - Sarà perché ti amo (Chissenefrega remix di Mario Fargetta) feat. Loredana Berté - Nar
- 2012 - Perdutamente amore - Azzurra Music

## Participation auFestival de Sanremo
- 1970 - La prima cosa bella (2e)
- 1971 - Che sarà (2e)
- 1972 - Un diadema di ciliege (11e)
- 1973 - Dolce frutto (4e)
- 1976 - Due storie di musicanti (13e)
- 1981 - Sarà perché ti amo (5e)
- 1985 - Se m'innamoro (1er)
- 1987 - Canzone d'amore (7e)
- 1988 - Nascerà Gesù (9e)
- 1989 - Chi voglio sei tu (8e)
- 1990 - Buona giornata (8e)
- 1992 - Così lontani (pas en finale)
- 2024 - Ma non tutta la vita

## Sources
- (it) Cet article est partiellement ou en totalité issu de l’article de Wikipédia en italien intitulé « Ricchi e Poveri » (voir la liste des auteurs).